# Wereldkampioenschappen zwemmen 2025 – 400 meter vrije slag vrouwen
De 400 meter vrije slag voor vrouwen op de wereldkampioenschappen zwemmen 2025 in Singapore vond plaats op 27 juli 2025. 

## Records
Voorafgaand aan het toernooi waren dit het wereldrecord en het kampioenschapsrecord
| Wereldrecord         | Summer McIntosh | 3.54,18 | Victoria | 7 juni 2025  |
| Kampioenschapsrecord | Ariarne Titmus  | 3.55,38 | Fukuoka  | 23 juli 2023 |

## Uitslagen
De acht snelste zwemmers in de series kwalificeerden zich voor de finale.

### Series
| Rang | Serie | Baan | Naam                     | Land             | Tijd              | Bijz.             |
| ---- | ----- | ---- | ------------------------ | ---------------- | ----------------- | ----------------- |
| 1    | 3     | 4    | Katie Ledecky            | Verenigde Staten | 4.01,04           | Q                 |
| 2    | 4     | 5    | Lani Pallister           | Australië        | 4.02,36           | Q                 |
| 3    | 3     | 5    | Li Bingjie               | China            | 4.03,11           | Q                 |
| 3    | 4     | 4    | Summer McIntosh          | Canada           | 4.03,11           | Q                 |
| 5    | 3     | 6    | Yang Peiqi               | China            | 4.03,36           | Q                 |
| 6    | 4     | 2    | Jamie Perkins            | Australië        | 4.04,39           | Q                 |
| 7    | 4     | 6    | Isabel Marie Gose        | Duitsland        | 4.05,07           | Q                 |
| 8    | 4     | 7    | Maya Werner              | Duitsland        | 4.06,75           | Q                 |
| 9    | 3     | 2    | Maria Fernanda Costa     | Brazilië         | 4.07,32           |                   |
| 10   | 3     | 1    | Sofia Diakova            | Neutrale vlag    | 4.08,65           |                   |
| 11   | 3     | 7    | Miyu Namba               | Japan            | 4.08,72           |                   |
| 12   | 3     | 0    | Ichika Kajimoto          | Japan            | 4.08,79           |                   |
| 13   | 2     | 5    | Gan Ching Hwee           | Singapore        | 4.09,81           | NR                |
| 14   | 4     | 1    | Eve Thomas               | Nieuw-Zeeland    | 4.10,10           |                   |
| 15   | 4     | 9    | Francisca Martins        | Portugal         | 4.10,16           |                   |
| 16   | 4     | 8    | Gabrielle Roncatto       | Brazilië         | 4.10,37           |                   |
| 17   | 4     | 0    | Ella Jansen              | Canada           | 4.11,01           |                   |
| 18   | 2     | 3    | Park Hee-kyung           | Zuid-Korea       | 4.12,86           |                   |
| 19   | 3     | 8    | Anastasiya Kirpichnikova | Frankrijk        | 4.13,92           |                   |
| 20   | 3     | 9    | Bettina Fábián           | Hongarije        | 4.14,31           |                   |
| 21   | 2     | 8    | Thilda Häll              | Zweden           | 4.16,07           |                   |
| 22   | 2     | 2    | Delfina Dini             | Argentinië       | 4.16,81           |                   |
| 23   | 2     | 4    | Camille Henveaux         | België           | 4.16,93           |                   |
| 24   | 1     | 4    | Sasha Gatt               | Malta            | 4.19,36           |                   |
| 25   | 2     | 6    | Batbayaryn Enkhkhüslen   | Mongolië         | 4.19,80           |                   |
| 26   | 2     | 7    | María Yegres             | Venezuela        | 4.20,02           |                   |
| 27   | 2     | 1    | Hannah Robertson         | Zuid-Afrika      | 4.22,69           |                   |
| 28   | 1     | 5    | Kyra Rabess              | Kaaimaneilanden  | 4.23,08           | NR                |
| 29   | 1     | 3    | Jehanara Nabi            | Pakistan         | 4.35,88           |                   |
| —    | 3     | 3    | Erika Fairweather        | Nieuw-Zeeland    | Gediskwalificeerd | Gediskwalificeerd |
| —    | 4     | 3    | Claire Weinstein         | Verenigde Staten | Niet gestart      | Niet gestart      |

### Finale
| Rang   | Baan | Naam              | Land             | Tijd    | Bijz. |
| ------ | ---- | ----------------- | ---------------- | ------- | ----- |
| Goud   | 6    | Summer McIntosh   | Canada           | 3.56,26 |       |
| Zilver | 3    | Li Bingjie        | China            | 3.58,21 | AS    |
| Brons  | 4    | Katie Ledecky     | Verenigde Staten | 3.58,49 |       |
| 4      | 5    | Lani Pallister    | Australië        | 3.58,87 |       |
| 5      | 1    | Isabel Marie Gose | Duitsland        | 4.02,90 |       |
| 6      | 7    | Jamie Perkins     | Australië        | 4.03,20 |       |
| 7      | 2    | Yang Peiqi        | China            | 4.06,47 |       |
| 8      | 8    | Maya Werner       | Duitsland        | 4.09,38 |       |